# Маттапойзетт-Сентер (Массачусетс)
Маттапойзетт-Сентер (англ. Mattapoisett Center) — переписна місцевість (CDP) в США, в окрузі Плімут штату Массачусетс. Населення — 3190 осіб (2020).

## Географія
Маттапойзетт-Сентер розташований за координатами 41°39′57″ пн. ш. 70°48′26″ зх. д. / 41.66583° пн. ш. 70.80722° зх. д. (41.665951, -70.807206).  За даними Бюро перепису населення США в 2010 році переписна місцевість мала площу 11,75 км², уся площа — суходіл. В 2017 році площа становила 12,77 км², уся площа — суходіл.

## Демографія
Згідно з переписом 2010 року, у переписній місцевості мешкало 2915 осіб у 1293 домогосподарствах у складі 825 родин. Густота населення становила 248 осіб/км².  Було 1655 помешкань (141/км²).
Расовий склад населення:
| - 96,6 % — білих - 0,5 % — чорних або афроамериканців - 0,5 % — азіатів - 1,0 % — осіб інших рас |

До двох чи більше рас належало 1,3 %. Частка іспаномовних становила 0,7 % від усіх жителів.
За віковим діапазоном населення розподілялося таким чином: 18,9 % — особи молодші 18 років, 58,4 % — особи у віці 18—64 років, 22,7 % — особи у віці 65 років та старші. Медіана віку мешканця становила 48,4 року. На 100 осіб жіночої статі у переписній місцевості припадало 90,0 чоловіків;  на 100 жінок у віці від 18 років та старших — 87,5 чоловіків також старших 18 років.
Середній дохід на одне домашнє господарство  становив 128 997 доларів США (медіана — 96 351), а середній дохід на одну сім'ю — 144 921 долар (медіана — 96 486). За межею бідності перебувало 3,5 % осіб, у тому числі 5,1 % дітей у віці до 18 років та 7,2 % осіб у віці 65 років та старших.
Цивільне працевлаштоване населення становило 1786 осіб. Основні галузі зайнятості: освіта, охорона здоров'я та соціальна допомога — 45,6 %, виробництво — 10,8 %, науковці, спеціалісти, менеджери — 9,9 %.